# Mudschahid Dokubo-Asari
Alhaji Mudschahid Dokubo-Asari (* 1. Juni 1964 in Asari im Kalabari-Königreich der Ijaw, geboren als Dokubo Melford Goodhead Jr. und einfach Asari genannt) ist im Nigerdelta eine wichtige politische Figur der Ethnie der Ijaw. Er war ab 2001 Präsident des am 11. Dezember 1998 gegründeten Ijaw Youth Council (IYC), gründete 2003 die militante Gruppe Niger Delta People’s Volunteer Force (NDPVF) und ist seither der Führer der NDPVF und der Niger Delta Peoples Salvation Front (NDPSF), dem politischen Flügel der NDPVF.
Asari ist streng gläubiger Muslim mit populistischen Ansichten. Er hat zwei Frauen und acht Kinder.
Seine Opposition zur Regierung macht ihn zu einem lokalen Volkshelden. Asari ist ein ausgesprochener Verehrer von Osama bin Laden und sieht Parallelen zwischen seinem Kampf gegen die nigerianische Regierung und dem der al-Qaida gegen die westliche Zivilisation.
Seit dem 20. September 2005 war er in Haft, bis er im Juni 2007 gegen Kaution entlassen wurde.

## Leben

### Ausbildung
Asari wurde 1964 als Sohn eines christlichen Amtsrichters geboren. Er ging in Port Harcourt zur Schule und besuchte dann die juristische Fakultät der Universität von Calabar, die er 1990 nach drei Jahren vorzeitig verließ. Asari konvertierte zum Islam und änderte seinen Namen in Mujahid Dokubo-Asari.

### Ijaw Youth Council
Bei der Gründung des Ijaw Youth Council (IYC) am 11. Dezember 1998 wurde er Vizepräsident. In der vom IYC publizierten Kaiama-Deklaration wurden nicht nur die Interessen der Ijaw gegenüber den Erdölgesellschaften und der nigerianischen Regierung artikuliert, sondern es gab auch ein Bekenntnis zu direkten Aktionen, wenn die Erdölgesellschaften sich nicht vom Territorium der Ijaw zurückziehen. Die IYC gelobte einen friedlichen Kampf für Freiheit, Selbstbestimmung und ökologische Gerechtigkeit und startete am 28. Dezember 1998 eine Kampagne mit Festen, Gebeten und direkten Aktionen („Operation Climate Change“).
2001 wurde Asari Präsident der IYC. Er soll dabei vom Gouverneur Odili des Bundesstaates Rivers finanziell unterstützt worden sein. Generell soll Odili seine Wiederwahl im Jahr 2003 mit finanzieller und logistischer Unterstützung von Jugendgruppen vorbereitet haben, die die Opposition im Bundesstaat Rivers unter Druck setzen sollten.

### Niger Delta People’s Volunteer Force
2003 gründete Asari die militante Gruppe Niger Delta People’s Volunteer Force (NDPVF), eine lose zusammenhängende Vereinigung von etwa 200.000 Mitgliedern. Es kam in Warri und in Port Harcourt zu Gefechten mit der rivalisierenden Gruppe Niger Delta Vigilante (NDV), die ebenfalls die Erdölressourcen kontrollieren will. Es gab Hunderte von Toten und mehrere Ijaw-Dörfer wurden zerstört.
NDPVF und NDV saugen illegal Erdöl aus den Pipelines ab, bunkern und verkaufen es.

### „All-Out War“ (Ölkrise)
Am 24. September 2004 kündigte Asari den „all-out war“ an und forderte die Ölgesellschaften und die ausländischen Botschaften auf, das Nigerdelta zu verlassen. Shell zog daraufhin etwa 200 Mitarbeiter aus Port Harcourt zurück. Am 27. September wiederholte Asari die Ankündigung in einem Kommunique. Der nigerianische Präsident Olusegun Obasanjo rief Asari und Akeke Tom, den Führer der NDV, zu Friedensgesprächen zu sich und sie vereinbarten am 1. Oktober 2004 eine sofortige Waffenruhe, die Auflösung aller Milizen und militanten Gruppen und die vollständige Entwaffnung. Schon Ende 2004 waren die Vereinbarungen hinfällig. Asari verweigerte in einem offenen Brief an den Präsidenten die Zusammenarbeit und proklamierte die Souveränität des Nigerdeltas.
Der Angriff auf Ölquellen und Pipelines im Nigerdelta führte 2005 zu einem massiven Abfall der Erdölproduktion und zu einem weltweiten Anstieg des Ölpreises.

### Verhaftung
Die Verhaftung des Ijaw-Gouverneurs Diepreye Alamieyeseigha wegen des Verdachts auf Geldwäsche Mitte September 2005 in London wurde von den Ijaw mit Protesten beantwortet. Am 20. September wurde Asari festgenommen und am 6. Oktober von der nigerianischen Zentralregierung wegen Landesverrats angeklagt. Die NDPVF und das Anfang 2006 auftauchende militante Movement for the Emancipation of the Niger Delta (MEND) forderten vergeblich seine Haftentlassung, die am 6. Juni 2006 auch gerichtlich abgelehnt wurde.
Asari ist weiterhin der Führer der NDPVF und der Niger Delta Peoples Salvation Front (NDPSF), dem politischen Flügel der NDPVF. Seine frühere Sprecherin Cynthia White hat 2005 die NDPVF verlassen und bildet mit der von ihr gegründeten Martyrs Brigade eine vom Joint Revolutionary Council (JRC) gesteuerte Allianz mit der MEND.
Nach der Eskalation der Konflikte im Nigerdelta im August 2006 wurde Asari in eine andere Haftanstalt verlegt.
Im Juni 2007 wurde Asari gegen Kaution freigelassen. Dies wird als Teil der Bemühungen der neugewählten Regierung unter Umaru Yar’Adua gesehen, eine Entspannung der Lage im Nigerdelta herbeizuführen. Zuvor hatten drei Gouverneure aus dem Nigerdelta an den Präsidenten appelliert, Asari aus gesundheitlichen Gründen aus der Haft zu entlassen.